# Après-mine

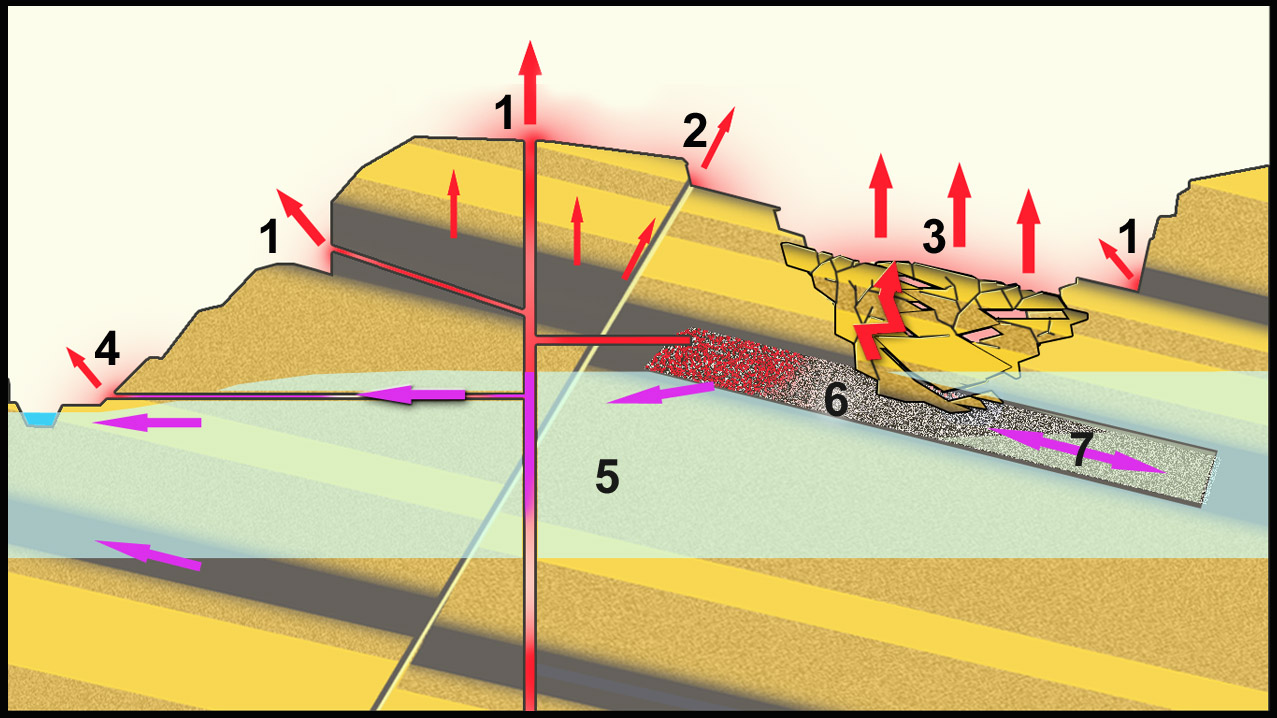
Représentation simplifiée des possibles relations charbon-gaz-eau (nappe en bleu) et des liens avec la surface selon la présence de failles, affleurement du charbon, puits ou galeries d'/exploitation/aération (avec éventuelle remontée et/ou fluctuations de nappes). Un effet de drainage est également induit par la nappe : ici supposé circuler de la droite vers la gauche (vers un cours d'eau ou un estuaire) :
1 : Puits ou galerie non colmaté, ou affleurement naturel ;
2 : Faille naturelle ;
3 : Affaissements ou effondrement minier ;
4 : Rejet d'eaux pouvant contenir du méthane ;
5 : Nappe (plus ou moins fluctuante) ;
6 : Ancienne mine souterraine ;
7 : Remontée de nappe plus ou moins fluctuante ;
8 : Remontée de gaz par percolation dans une roche perméable au gaz.

L'après-mine est le temps et l'évolution du site d'une activité minière après la cessation de l'activité minière, incluant les conséquences immédiates et différées de divers ordres de cette fermeture : sociaux, environnementaux, économique (par exemple notamment abordés en France par un rapport (136 p) de la Cour des comptes en 2000) et sécuritaire.
Dans de nombreux pays, dont la France, la fermeture d'un site minier doit être précédée d'une « analyse des risques consécutifs à l’existence de vieux travaux souterrains et la mise en place de mesures compensatoires destinées à réduire ces risques » mais jusque dans un passé récent, les arrêts d'activités minières (souterraines surtout) « n’ont pas été faits selon les règles de l’art et les procédures réglementaires aujourd’hui en vigueur ». Parmi les risques difficiles à évaluer mais pour lesquels des outils d'évaluation ont été développés figurent les risques de contamination de nappes phréatiques, d'inondation, de remontée de grisou et les risques d'affaissements ou effondrements miniers (parfois spectaculaires et brutaux).

## Généralités
Jusqu'au XIXe siècle, notamment aux États-Unis, après épuisement des filons ou gisements, l'activité cessait brutalement, laissant souvent une ville fantôme, des installations et leurs déchets abandonnés sur place.
Or, ni la fermeture d'une mine, ni la renonciation d’un titre minier ne mettent fin aux risques physiques et environnementaux. Au contraire, les risques liés aux effondrements, remontées de nappe, inondations, pollution, risques pour la nappe, risque gaz (remontée de grisou, CO, CO2, radon et parfois H2S, mercure, gaz soufrés...), risques radiologiques, etc., persisteront souvent dans le temps, pouvant même s'aggraver. Les puits et galeries abandonnée « sont fréquemment le lieu de dangereuses émissions de gaz ; des gaz inflammables, toxiques et/ou de l'air désoxygéné peuvent migrer vers la surface à travers les anciennes infrastructures minières (puits, galeries...) ou des fissures dans le recouvrement », par exemple sous les effets conjoints d'une remontée de nappe, ou simplement de variations de la pression barométrique (on observe aussi des variations saisonnières marquées (voir à titre d'exemple le graphique présentant les taux de CO2 et de CH4 mesuré dans le sondage de décompression de l'Ouche cité in Tauziède 2005 page 11). Ces gaz peuvent localement modifier la géochimie du sous-sol et des nappes (acidification par le CO2) et/ou s'accumuler dans des caves, égouts, anciennes galeries, ou divers volumes où l'atmosphère est confinée ; il est alors source de « risques importants pour les personnes et les biens (explosions, asphyxie...) ».
Pour le suivi de ce problème, on cherche à modéliser et mieux suivre le niveau de risque. Ainsi en France, où, en 2005, CDF (fermé en 2007) était encore « titulaire de plus de 200 concessions dans la plupart desquelles l’exploitation a cessé, parfois depuis très longtemps (...) Les exploitations n’ayant pas été nationalisées en 1946 sont généralement retournées sous la responsabilité de l’État et il convient également, pour certaines d’entre elles, de conduire aujourd’hui les études et travaux de mise en sécurité qui s’imposent ». L'INERIS a développé des « méthodes de monitoring in situ dont les objectifs sont (i) de caractériser les émissions de gaz et approfondir notre connaissance des processus gouvernant leur migration et (ii) d'aider à l'évaluation des risques et, le cas échéant, de permettre la détection des gaz et le déclenchement d'alarmes »,.
Il existe aussi des « risques juridiques ». Ceci nécessite un processus de gestion du risque. Dans la plupart des pays, une réglementation encadre l'après-mine, avec par exemple en Europe les directives UE (directive Déchets de l'Industrie extractive), en France le Code minier, les règlements concernant les ICPE et des « Plans de prévention des risques miniers » (PPRM) mobilisent des agences, entreprises, bureaux d'études, les collectivités et services techniques concernés, qui peuvent s'appuyer sur des guides méthodologiques sur les aléas « mouvements de terrain » et « pollution/environnement ».
Des visites de surveillance et d'éventuels travaux de mise en sécurité doivent être suivis dans le temps. Ceci a un coût, à anticiper. Théoriquement dans de nombreux pays, les budgets doivent aujourd’hui être provisionnés au moment du fonctionnement de la mine ou des carrières. C'est par exemple le cas aux États-Unis, où la remise en état des mines exploitées (avant 1977) impose aux exploitants de mines de charbon de contribuer à l'après-mine par une taxe de « remise en état » 280 millions de dollars par an au début des années 2000.

### En France
L'État français s'est progressivement désengagé de l'exploitation charbonnière. La rentabilité de l'exploitation de la houille en effet subissait, depuis les années 1960, une baisse constante sous le double effet de la diversification des sources d'énergie et de la concurrence de pays bénéficiant de conditions d'exploitation très favorables et moins onéreuses. Les premières fermetures n'ont pas ou peu prévu de stratégie de gestion durable des risques miniers. À titre d'exemple, dans le bassin mosellan, « 640 communes sont concernées. 13 000 puits ou issues de mines ont été recensés, dont 8 000 sont à peu près localisés (en 2004) ». Une base de données informatiques rassemble aujourd'hui celles les informations qui n'ont pas été perdues, ensuite associée à un système d'information géographique incluant des données de gîtologie, de réservoirs naturels et visant à « mettre en perspective leurs implications environnementales » géré par le BRGM.
La signature du Pacte charbonnier, en 1994, a ainsi entraîné la fermeture des derniers sites de production français :
- Loire : en 1973, fermeture du puits Couriot, fin de l'activité autour de Saint-Étienne. En 1983, fin de l'exploitation du puits Pigeot à la Ricamarie. Exploitations à ciel ouvert (découvertes) jusqu'en 1993.
- Gard : en 2001, la mine d'Alès (les Houillères de bassin du Centre et du Midi - HBCM) puis reconversion du bassin.
- Moselle : Forbach et Merlebach.
- Isère : La Mure.
- Saône-et-Loire : Blanzy et Montceau-les-Mines.
- Provence : le 1er février 2003, la mine de Gardanne est arrêtée.
- Lorraine : le 23 avril 2004, le siège de Creutzwald (les Houillères du bassin de Lorraine - HBL) cesse son activité. Afin de réhabiliter le site, les chevalements des puits 3 et 4 seront rasés, les puits bétonnés, les galeries noyées.

En France, l'État a confié à l'INERIS la mission d'évaluer les risques miniers par exemple de combustion des terrils, d'effondrement minier et de remontées de grisou et radon en surface, et de produire des méthodologies d'évaluation et de suivi.
En 2006, l’État a confié au BRGM la gestion des archives minières et « la gestion technique des surveillances et des travaux des anciens sites miniers ainsi que la prévention des risques miniers ». C'est le BRGM qui, avec l'aide de son département « Prévention et sécurité minière au BRGM » doit gérer les actions de mise en sécurité (maître d'ouvrage délégué, la surveillance d'ouvrages et sites miniers, la mise à jour du « système d'information après-mine » (« archives techniques intermédiaires minières et renseignement minier »). Un an après, à la suite de l'arrêt de l'exploitation, Charbonnages de France a vu sa liquidation prononcée (le 31 décembre 2007), sa mission étant devenue sans objet.
Les séquelles minières ne cessent pas pour autant. Localement, l'exploitation de grisou encore exprimé par d'anciennes mines de charbon se poursuit (par exemple avec Gazonor dans le bassin houiller du Nord-Pas-de-Calais, avec de nouveaux projets (ex. : demande de concession présentée aux pouvoirs publics, par des investisseurs privés, dans le cadre de l'ouverture d'un nouveau site dans la Nièvre, l'exploitation gazière du charbon pouvant redevenir rentable avec un renchérissement du prix des hydrocarbures). Une réforme du code minier doit mieux cadrer ces activités.
La gestion des anciens sites miniers uranifères est un défi majeur dans les anciennes zones productrices, notamment en Limousin.
Les sites miniers sont source de pollution, conduisant à des restrictions d'usage, parfois très contraignantes selon Reporterre. Ce dernier estime que « l’État naturalise les pollutions [...] tout en exigeant de la population qu’elle artificialise son mode de vie pour y faire face ».

### En Belgique
En Belgique, la décision de fermeture des mines de charbon fut prise en deux étapes, la première dans les années 1960, qui conduisit à l'arrêt des mines hennuyères tandis qu'en 1986, le ministre des Finances Mark Eyskens (CVP) déclarait que la fermeture des cinq derniers charbonnages du Limbourg (Kempense Steenkolenmijnen - KS) ferait économiser beaucoup d'argent. Rien n'est spécifiquement prévu pour « continuer d’indemniser les dégâts d’origine minière après que les anciens exploitants ont disparu. Il n’existe pas de moyens spécifiques consacrés à l’après-mine en Belgique ».
- Province de Hainaut : Boussu le 30 septembre 1961. Fontaine-l'Évêque, le 15 mars 1964. Le Roton, Farciennes, le 30 septembre 1984.
- Province de Liège : Le Charbonnage d'Argenteau-Trembleur le 31 mars 1980.
- Province du Limbourg :
  - Zwartberg en 1966 et Houthalen.
  - Waterschei en 1987, Winterslag en 1988, Beringen le 28 octobre 1989, Eisden et Zolder en 1992.

### En Allemagne
Tout projet de fermeture doit inclure un plan de fin d’exploitation intégrant « un rapport final incluant les dispositions, mesures et travaux envisagés pour assurer la sécurité du site, la protection de l’environnement, et notamment celle de la nappe phréatique, et la réhabilitation des terrains ».

### Au Royaume-Uni
Les séquelles minières et de toutes les exploitations des houillères avant 1994, et celles des mines privées qui ont cessé leur exploitation depuis cette date, sont à la charge du gouvernement (pris en charge par la Coal Authority).

## Économie
Dans les différents bassins miniers, les compagnies minières sont souvent les principales entreprises locales. De plus, elles fournissent d'autres industries en matières premières, elles possèdent des activités annexes (cokerie, centrale thermique…) et sont à l'origine de la création de plusieurs services (écoles, hôpitaux…) qui sont, la plupart du temps, récupérés par les municipalités, affectant ainsi leurs budgets et l'économie locale.

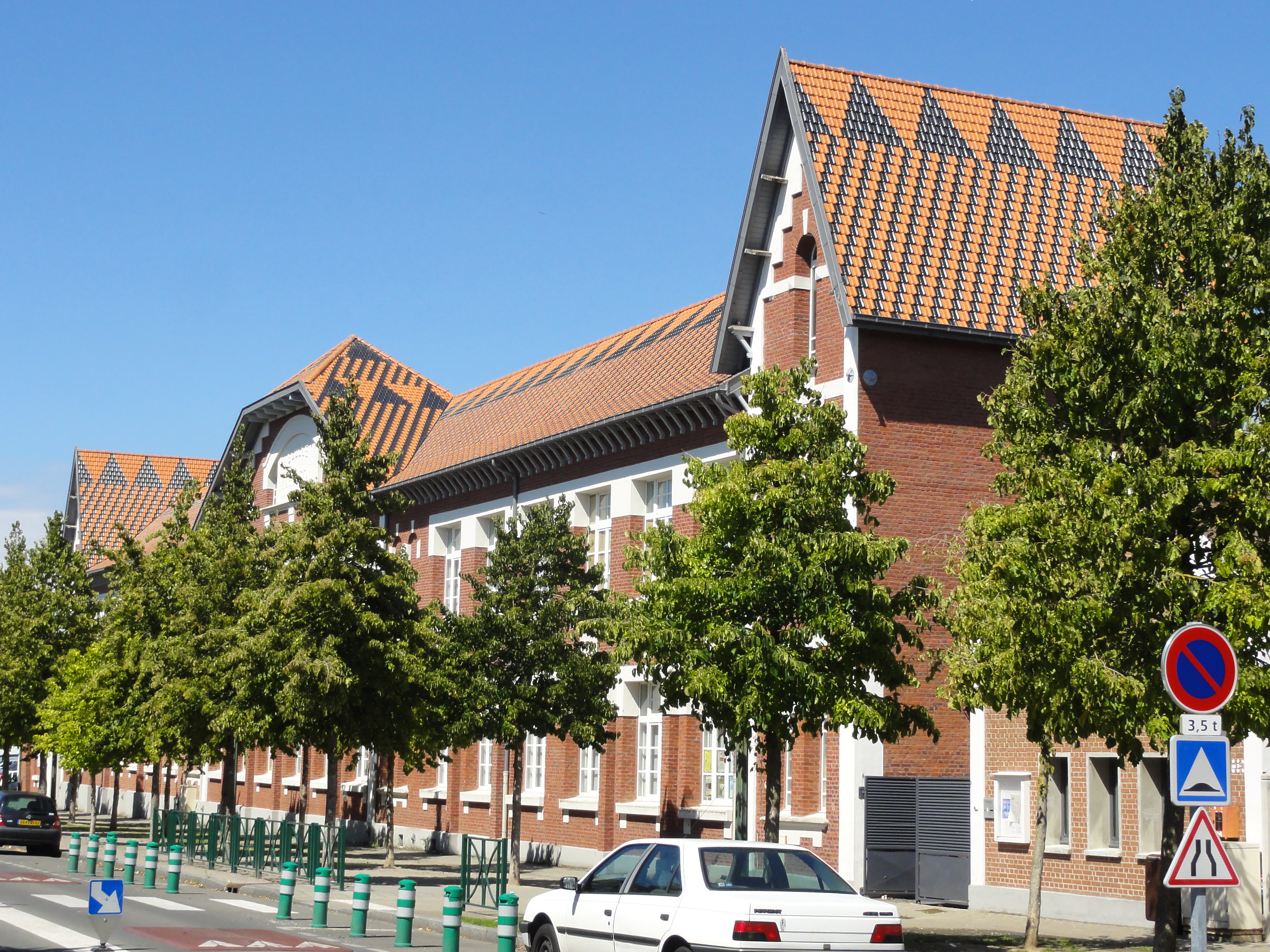
Écoles des cités de la fosse no 4 - 4 bis - 4 ter de la Compagnie des mines de Bruay.
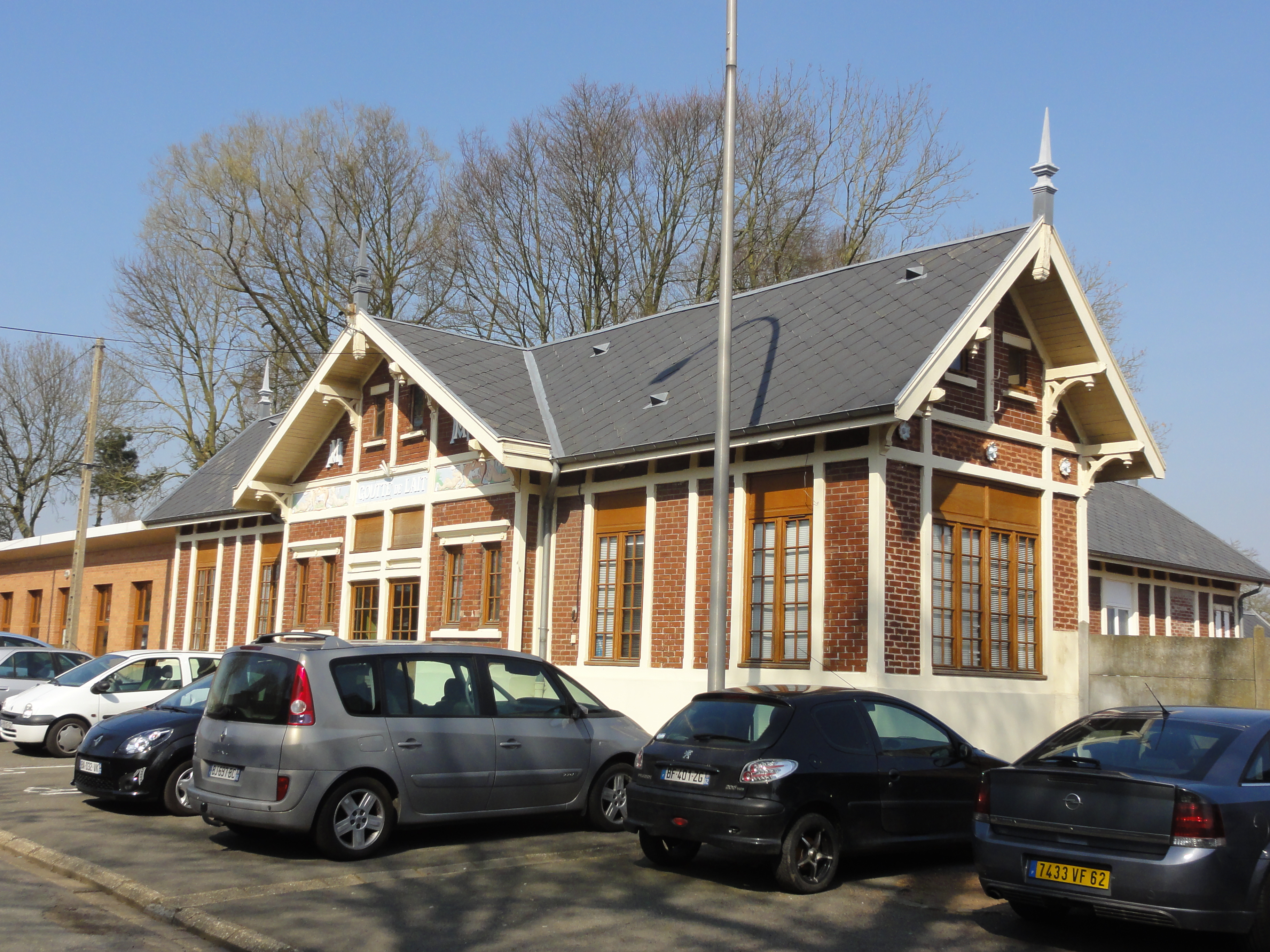
Ancienne maternité de la Compagnie des mines de Marles.

## Social
La reconversion des mineurs est un aspect important lors de la fermeture des mines afin d'éviter une augmentation du chômage trop importante.

## Environnement et mise en sécurité
Les séquelles minières environnementales et sanitaires sont multiples, incluant :
- des modifications écopaysagères et déformations paysagères (fragmentation écologique, carrières, terrils, friches industrielles, affaissements...). On observe fréquemment des fontis, affaissements de terrain, glissement de terrain ravinement...)
- des effets négatifs sur les nappes phréatiques, l'eau de ruissellement et sur certaines masses d'eau superficielles, quantitativement ou qualitativement affectées par exemple par le drainage acide minier, l'acidification de nappe, des inondations induites par les affaissements miniers, des mises en communication anormales de nappes, des pollution résiduelle, chimique, biochimiques ou radioactive de l'eau, etc.
- des séquelles affectant l'air et les sols, liées aux activités connexes aux mines (métallurgie, carbochimie, envols de poussières, etc.)[12], avec contamination de l'eau potable et de l'alimentation issue des cultures locales (potagères notamment), y compris pour des polluants émergents très toxiques longtemps ignorés comme le thallium par exemple, retrouvé par une étude récente (2021) dans les vignes d'une région minière abandonnée de Turquie (jusqu'à 2,34 mg/kg de thallium dans leurs racines, et assez dans les feuilles pour exposer les enfants à 1,10E-02 mg/kg par jour, taux qui implique des risques sanitaires[13] (déjà signalé en Toscane dans un même contexte de séquelles minières)[14]. Dans l'ex-bassin minier du Nord-Pas-de-Calais, en aval de l'Usine Métaleurop-Nord, la Deûle canalisée en charriait encore une quantité parfois extrêmement élevée : de 1.8 à 1111 μmol kg−1[15] ;
- des risques liés aux émissions durables de grisou (gaz explosif et à effet de serre, éventuellement contaminé par du radon, du CO, du CO2, du H2S...) ;
- combustions internes de terrils (décelables en imagerie aérienne infrarouge[16])

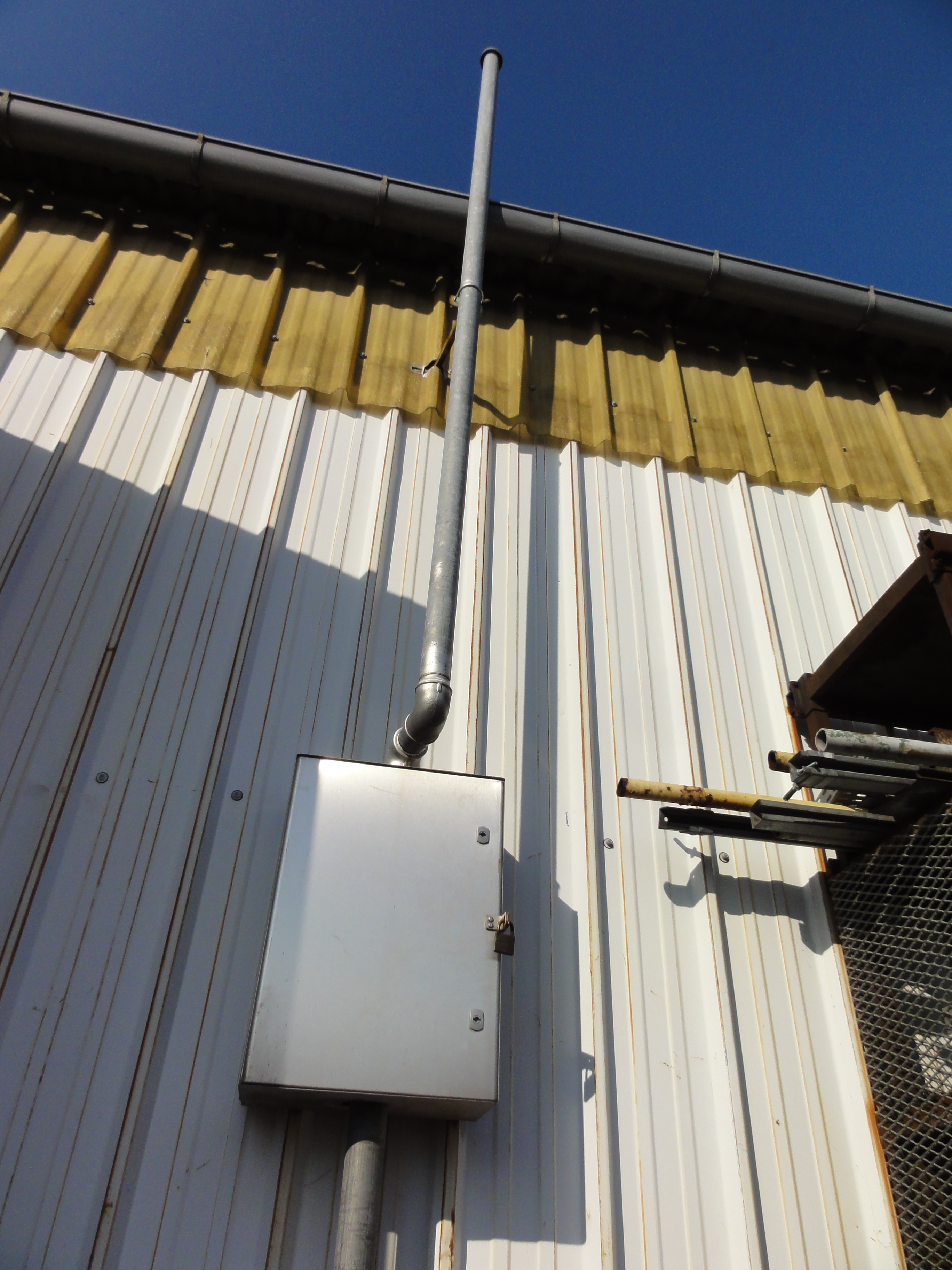
Un exutoire servant à évacuer le grisou d'un puits de Douai.
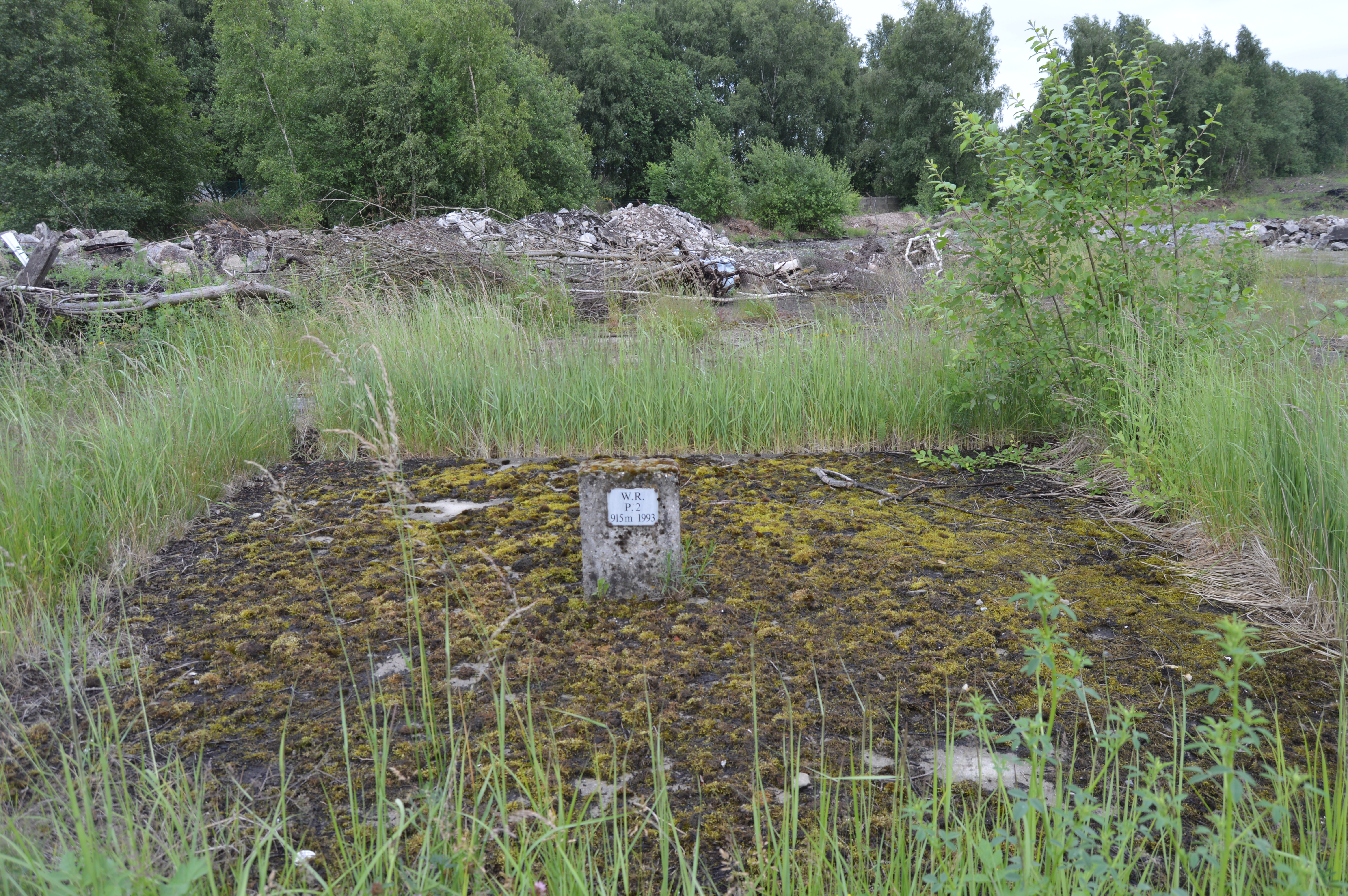
Un puits remblayé et sécurisé au charbonnage de Werister (on distingue bien la borne indicatrice au milieu de la dalle en béton).
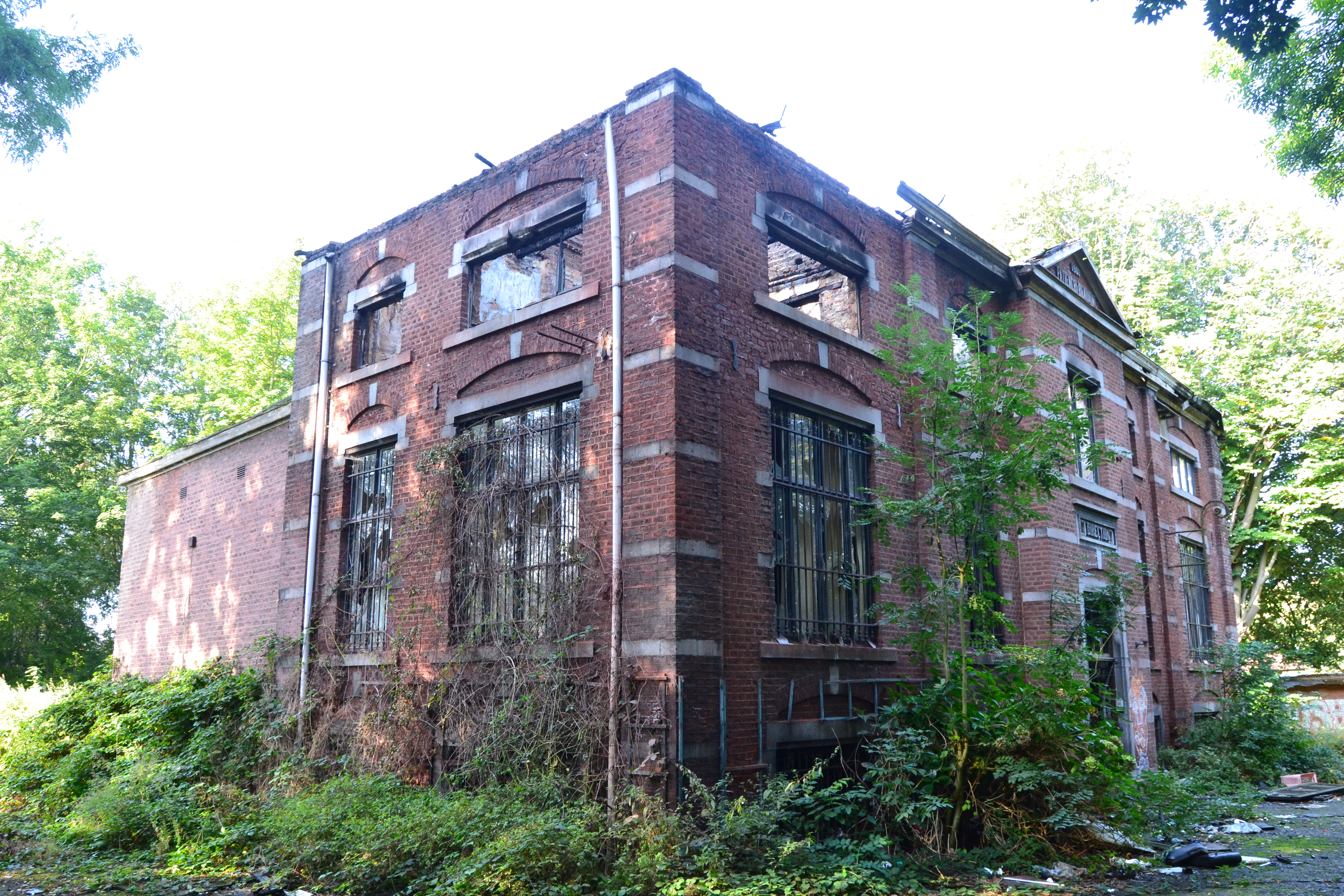
Friche de l'ancien bâtiment administratif de la SA des Charbonnages de Patience et Beaujonc.
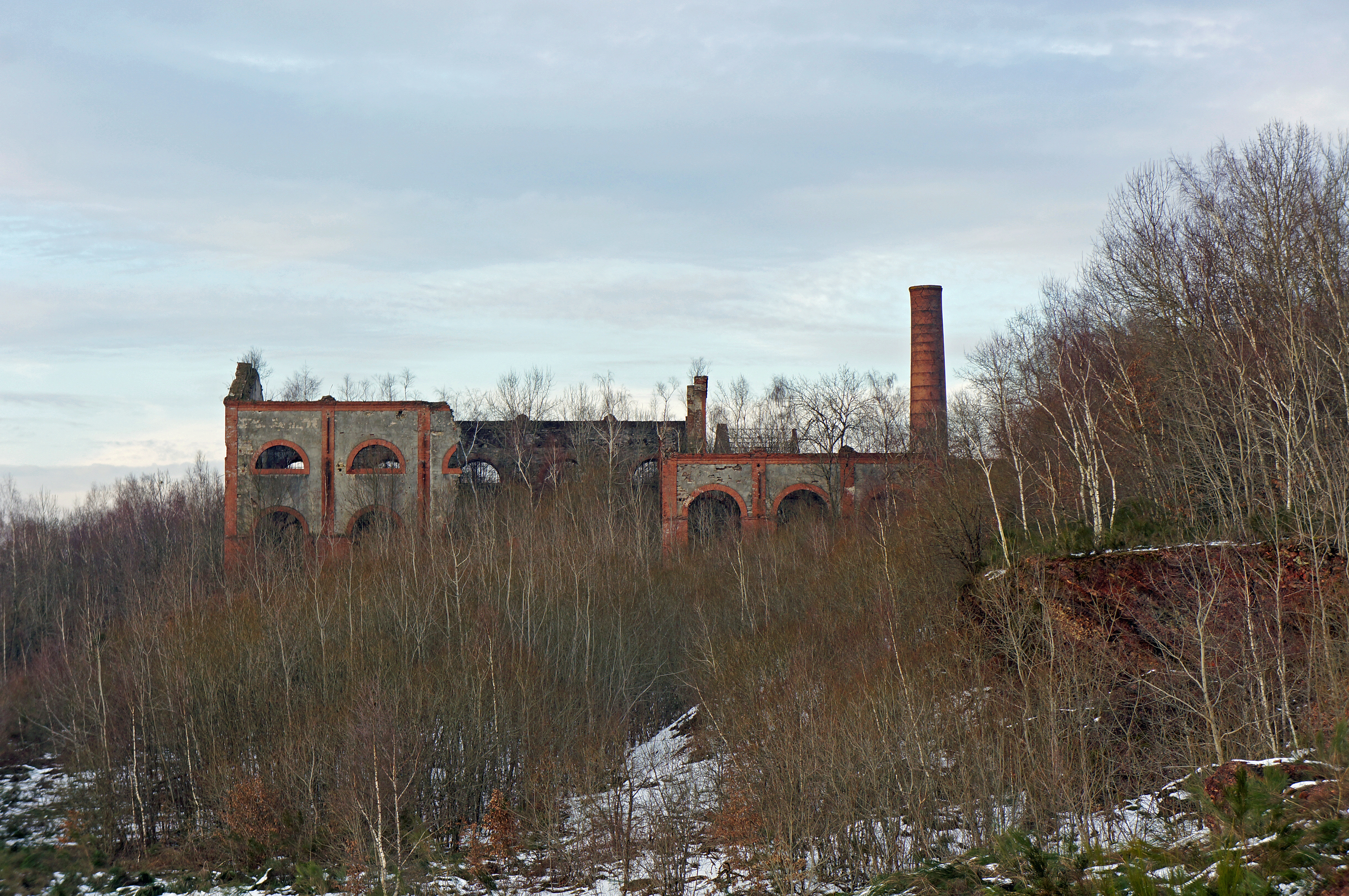
Ruines des bâtiments de l'ancien puits Arthur-de-Buyer, désaffectés pendant plusieurs décennies.

## Patrimoine et mémoire
L'exploitation minière laisse également un patrimoine industriel et un devoir de mémoire qui doivent être conservés et mis en valeur par des associations ou des autorités compétentes. Beaucoup d'anciens pays miniers voient ainsi apparaître sur leur territoire un musée de la mine et/ou un mémorial pour rendre hommage à cet héritage.

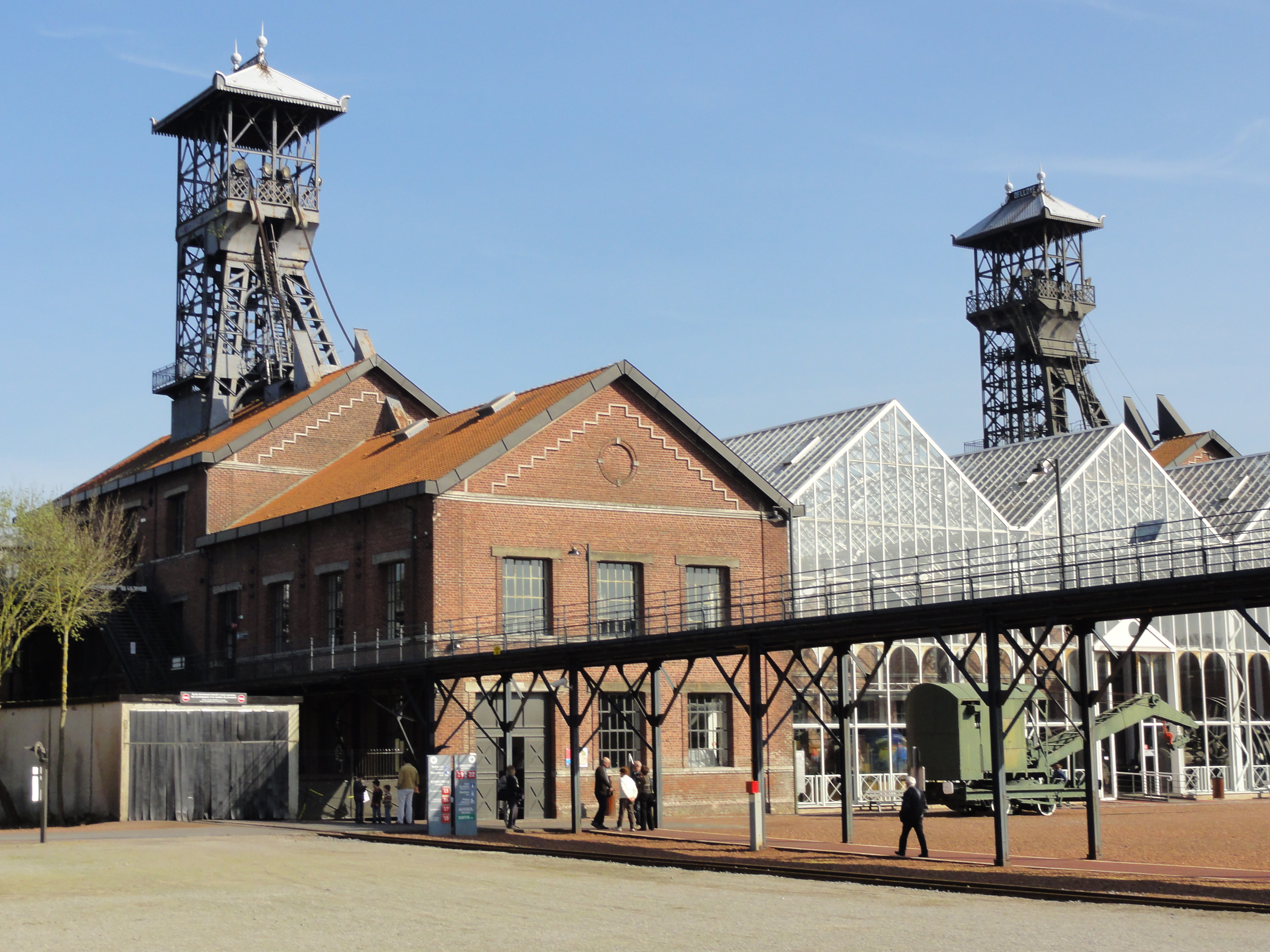
Le Centre historique minier de Lewarde implanté directement dans un ancien charbonnage.
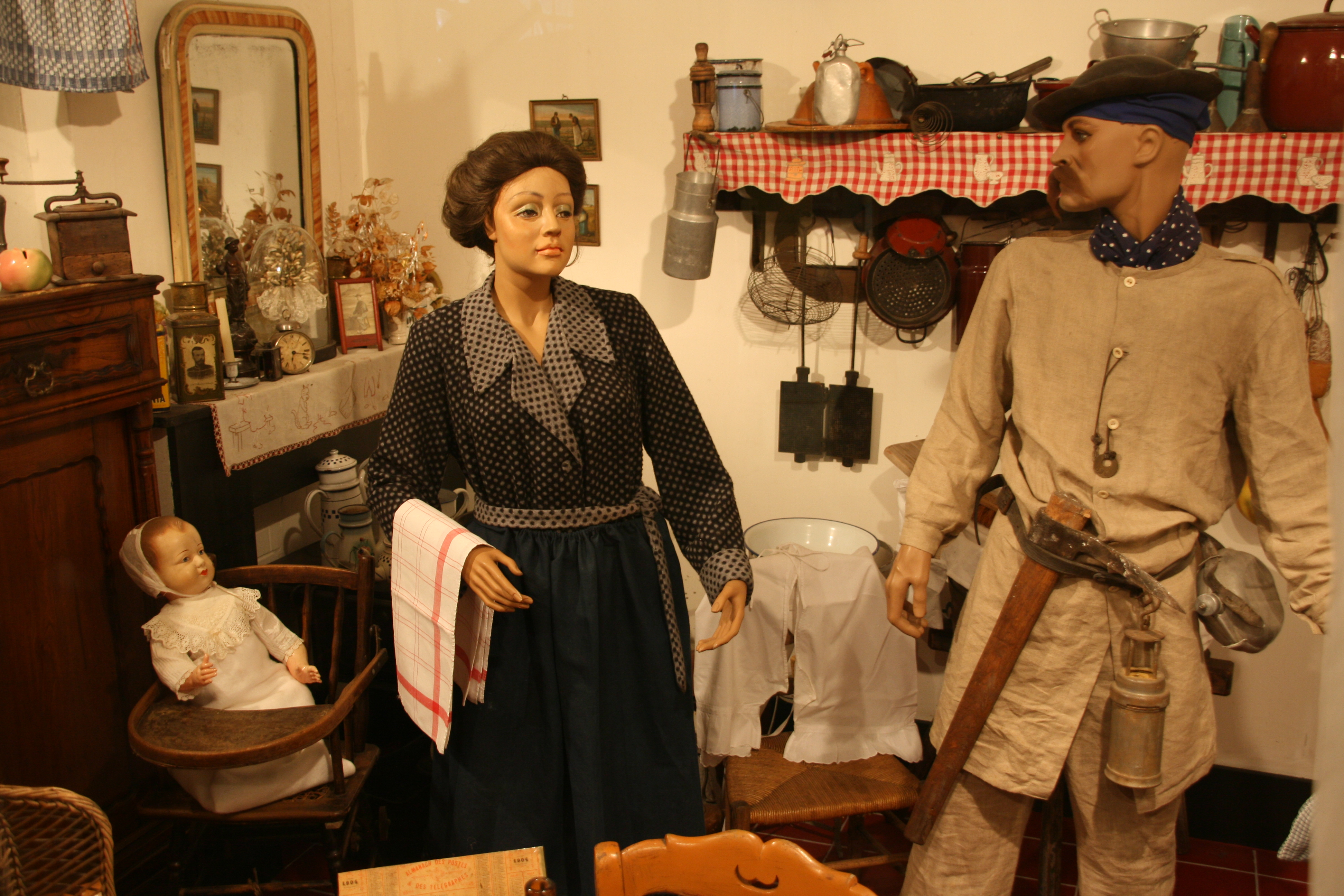
Le musée de la mine et des traditions populaires d'Escaudain.
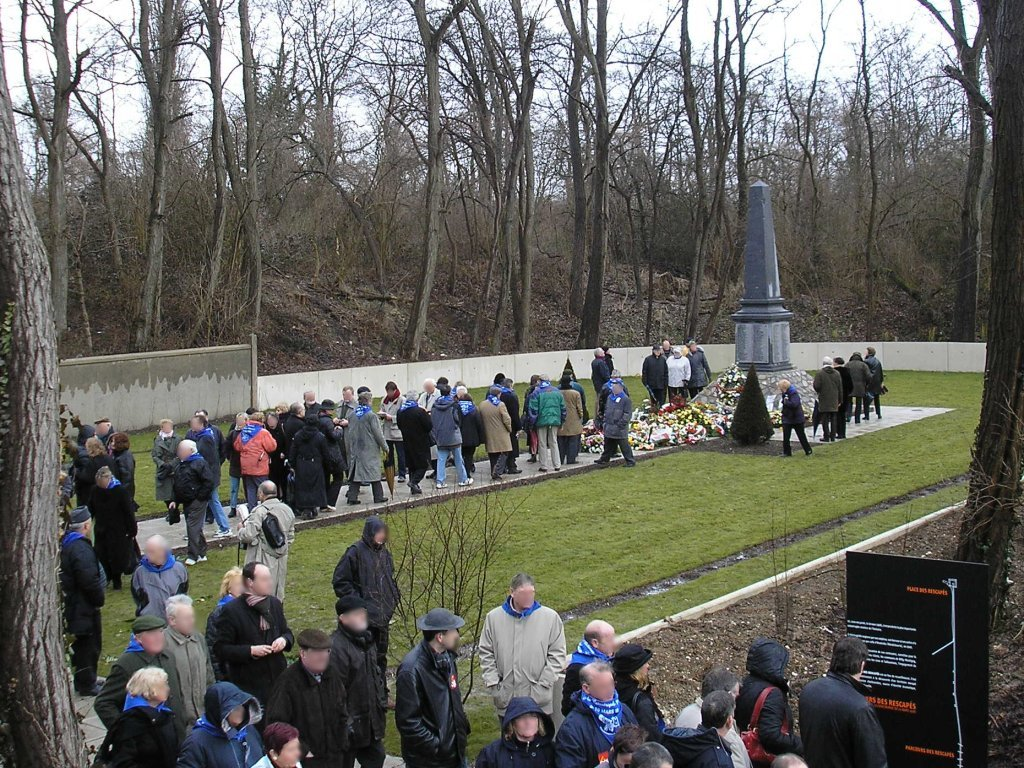
Commémoration de la catastrophe de Courrières.